# Tapinocephalidae
 (décembre 2015).
Si vous disposez d'ouvrages ou d'articles de référence ou si vous connaissez des sites web de qualité traitant du thème abordé ici, merci de compléter l'article en donnant les références utiles à sa vérifiabilité et en les liant à la section « Notes et références ».
Famille
Les Tapinocephalidae forment une famille éteinte de reptiles mammaliens de l'ordre des thérapsides et de l'infra-ordre des Tapinocephalia qui prospéra au cours du Permien moyen, soit il y a environ entre 266,9 à 259,51 millions d'années, en Russie et dans le sud de l'Afrique. 

## Description
Ce sont essentiellement des herbivores d'un poids de 500 kg à 2 tonnes. L'un des plus célèbres Tapinocephalidae appartient au genre Moschops, qui comme les autres Tapinocephalidae possédait un crâne renforcé comme les dinosaures Pachycephalosauria du Crétacé. Comme tous les Dinocephalia, les Tapinocephalidae s'éteignirent à la fin du Permien moyen, probablement à cause du manque de nourriture et d'eau, dû aux sécheresses qui marquèrent cette période.

## Taxonomie
- sous-ordre des Dinocephalia
  - infra-ordre des Tapinocephalia
    - famille des Tapinocephalidae
      - genre Aventia
      - genre Delphinognathus
      - genre Keratocephalus
      - genre Mormosaurus
      - genre Moschops
      - genre Moschosaurus
      - genre Phocosaurus
      - genre Riebeekosaurus
      - genre Struthiocephalus
      - genre Tapinocaninus
      - genre Tapinocephalus
      - genre Ulemosaurus